# Hagen
Hagen (pronunciación en alemán: /ˈhaːɡn̩/ⓘ) es una ciudad de Renania del Norte-Westfalia, situada en la región del Ruhr. Por número de habitantes, es la trigésimo séptima más grande de Alemania. Situada en el borde oriental del río Ruhr, se encuentra a solo 15 km al sur de Dortmund, donde los ríos Lenne, Volme y Ennepe se unen con el río Ruhr. La población de la ciudad es de unos 197.456 habitantes (2007). La ciudad es la sede de la FernUniversität Hagen, que es la única universidad de educación a distancia en Alemania financiada por un estado, actualmente cuenta con más de 67.000 estudiantes (marzo de 2010), y es la universidad más grande de Alemania.

## Historia
Hagen fue mencionada por primera vez en el año 1200, probablemente el nombre de una granja a las uniones de la Volme y el Ennepe. Tras la conquista de Burg Volmarstein en 1324, Hagen pasó al Condado de Mark. En 1614 se le otorgó al Margraviato de Brandemburgo de acuerdo con el Tratado de Xanten. En 1701 pasó a formar parte del Reino de Prusia. Tras la derrota de Prusia en la Cuarta Coalición, Hagen se incluyó en el Gran Ducado de Berg (1807-13). En 1815 pasó a formar parte de la nueva provincia prusiana de Westfalia. El crecimiento de la ciudad comenzó en el siglo XIX con la minería del carbón y la producción de acero en la Cuenca del Ruhr. Fue el escenario de combates durante la Insurrección del Ruhr, del 13 de marzo al 2 de abril de 1920 y tiene un monumento al Ejército Rojo del Ruhr. 
En 1928 Hagen se convirtió en una ciudad con más de 100.000 habitantes. En la noche del 1 de octubre de 1943 los aliados bombardearon la ciudad y causaron grandes daños. Después de la Segunda Guerra Mundial la ciudad pasó a formar parte del nuevo estado de Renania del Norte-Westfalia.

## Economía
Debido a la amplia utilización de la energía hidráulica a lo largo de los ríos Ruhr, Lenne, Volme y Ennepe, el tratamiento de metales ha jugado un papel importante en la región de Hagen, incluso antes del siglo XV. En los siglos XVII y XVIII ganaron importancia las industrias textiles y las industrias del acero.

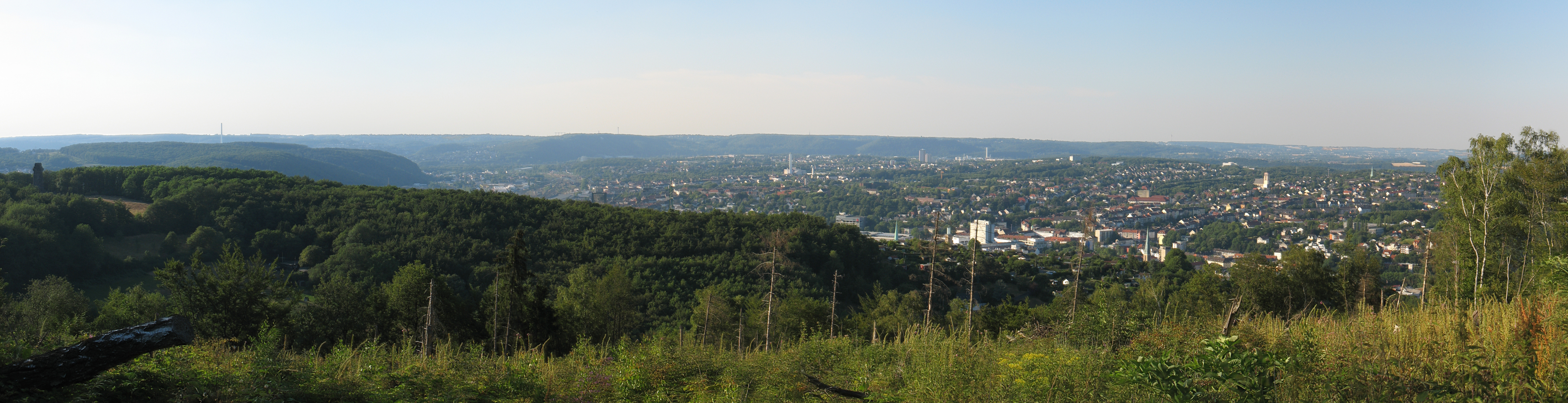
Hagen